# 東行記念館
東行記念館（とうぎょうきねんかん）は、山口県下関市大字吉田の東行庵境内にある高杉晋作の記念館。

## 歴史
高杉晋作の没後100年事業の一環として、宗教法人東行庵が運営する私営博物館として、同庵境内に1966年（昭和41年）4月14日に開館。開館当初は晋作の遺品や奇兵隊の関係資料などを展示していた。
しかし2003年1月、高杉晋作の子孫が「東行記念館での資料の展示状況や保存状態が悪い」ことを理由に展示史料の大半を高杉家に返還するよう申し出て、実際に高杉家に返還される。一方、東行庵側は「高杉家側から遺品を戻してほしいとの申し入れがあり、やむなく判断した」の見解を示した。後に、東行庵の江村深教と神田英雄は記者会見を開き、「歴史研究や史料保存の場ではない。檀家を増やして経を読むのが正しい道」と発表した。この出来事に際し、「財務上の理由」として、当時学芸員を務めていた一坂太郎などの全職員が閉館を理由に宗教法人東行庵から解雇されている。展示史料の大半を失った東行記念館は、2003年2月より一時閉館となった。なお、高杉家に返還された史料227点はほどなく萩市に寄託され、同市の萩博物館で展示が行われた。同年6月には残った遺品を元に展示を再開した（東行庵側は「仮開館」と称している）。
その後、下関市と萩市、高杉家、東行庵の4者の間で話し合いがもたれ、2008年9月2月、東行記念館を史料展示のために良好な環境を整えることを条件に、萩市に寄託された227点のうち晋作が愛用した三味線など158点を東行記念館に戻すことで合意。下関市が建設費・運営費を負担の上で記念館を建築し、晋作の命日でもある2010年4月14日のオープンを目指すこととなった。ところが、2010年3月9日、東行庵は「遺品は高杉家から東行庵に贈与されたもので、萩市が持ち出しを一方的に進めた」と主張し、移転合意のなかった残り69点の遺品について、東行庵側が同庵への引き渡しと損害賠償を求めて山口地方裁判所に提訴。これに不満を示した高杉家が史料158点の展示を了解せず、158点以外の史料を展示することを前提として、開館を4月下旬に延期した。2010年6月1日、東行庵は東行記念館の2階部分を下関市立東行記念館として開設した。
なお、遺品引き渡しの裁判では、2011年9月に「遺品は高杉家から東行庵に寄贈されたのではなく、寄託されたもの」と原告（東行庵）の訴えを棄却する一審判決が出されている。2013年1月15日に最高裁が東行庵の上告を棄却し、判決が確定した。